# The Unforgiving
The Unforgiving è il quinto album in studio del gruppo musicale olandese Within Temptation, pubblicato il 25 marzo 2011 da Roadrunner Records.
Si tratta di un concept album a narrazione transmediale nel quale i testi delle canzoni sono relazionati tra loro e legati al rilascio di tre cortometraggi e sei fumetti. Musicalmente l'album ha risentito di influssi dalla musica pop e anni '80 con importanti elementi power metal e influenze hard rock ed elettroniche. Ne sono stati estratti tre singoli: Faster, pubblicato il 21 gennaio 2011, Sinéad, pubblicato il 15 luglio 2011, e Shot in the Dark, pubblicato il 9 settembre 2011.
Complessivamente l'album ha ricevuto recensioni positive da parte della critica, fatta eccezione per le riviste Q e Kerrang!.

## Descrizione
Il concept dell'album è basato su una serie a fumetti, scritta da Steven O'Connell (BloodRayne e Dark 48), e illustrata da Romano Molenaar (Witchblade, Darkness e X-Men). Ogni brano di The Unforgiving è stato scritto insieme al contributo narrativo di O'Connell; i protagonisti delle canzoni riflettono quelli del fumetto.
Il 26 luglio 2010, la band ha annunciato che per promuovere il nuovo album avrebbero effettuato un tour europeo nei primi mesi del 2011. Tuttavia, il 26 novembre 2010, annuncia che a causa della terza gravidanza di Sharon den Adel, le date del tour vengono spostate a fine 2011.
Rispetto alle sonorità più puramente symphonic dei precedenti album, The Unforgiving presenta importanti elementi power metal e influenze hard rock ed elettroniche.
Da The Unforgiving sono stati estratti due singoli ufficiali: Faster e Sinéad. I video di questi due singoli, insieme al video del singolo promozionale Shot in the Dark costituiscono una trilogia ispirata alla trama del fumetto. Per il secondo singolo promozionale, Fire and Ice, è invece stato realizzato un video con una trama indipendente dal contesto della serie a fumetti.

## Accoglienza
| Recensione       | Giudizio |
| ---------------- | -------- |
| AllMusic         |          |
| Big Cheese       |          |
| Classic Rock     |          |
| Drowned in Sound | 6/10     |
| Kerrang!         |          |
| Metacritic       | 63/100   |
| Metal Hammer     |          |
| PopMatters       | 8/10     |
| Q                |          |
| Revolver         | 60/100   |
| Rock Sound       | 9/10     |
| Sputnikmusic     |          |

Complessivamente l'album ha ricevuto recensioni positive da parte della critica con un punteggio aggregato di 63/100 sul sito Metacritic. L'unica recensione completamente negativa (1/5) è giunta dalla rivista britannica Q, che ha definito "furiose coltellate" i suoni orchestrali affiancati a "isteriche sintesi" e alla performance vocale "febbricitante" di Sharon den Adel, paragonando la band ai T'Pau.
La rivista britannica Metal Hammer ha assegnato un punteggio di 7/10 sostenendo che l'album "non deluda gli apprezzatori della loro musica celtica" e complimentandosi per i testi dei brani e il cambiamento di stile, effettuato senza perdere i tratti sinfonici caratteristici della band. Un simile giudizio, sebbene con una performance più bassa (6/10), è stato dato anche dalle riviste Drowned in Sound, Kerrang! e Revolver, mentre con un punteggio più alto (4/5) il progresso è stato apprezzato anche dal sito Sputnikmusic.
La rivista on-line PopMatters ha assegnato un punteggio di 8/10 all'album nel suo complesso, apprezzando il cambiamento e la "crescita" del gruppo con l'inserimento di nuovi elementi musicali. Nella tracklist essa individua: la maggiore espressione delle sonorità tipiche dell'hard rock moderno nei tre singoli pubblicati; somiglianze con lo stile dei Nightwish e degli After Forever in In the Middle of the Night e A Demon's Fate; sonorità sincopate e groove, una sorta di "firma senza tempo", in Iron e Murder; brani con le sonorità tipiche dei precedenti album del gruppo, ossia Fire and Ice, Where Is the Edge e Lost.
Rock Sound ha fornito una valutazione di 9/10 apprezzando le sonorità euro-metal, individuando in Sinéad e A Demon's Fate alcune somiglianze con lo stile musicale hard rock degli Evanescence,.
L'idea di concept album è stata particolarmente apprezzata dal sito AllMusic, che ha definito una vera rarità "un concept album che non viene rovinato dalla sua trama", assegnando all'album una valutazione di 3,5/5. Simili apprezzamenti sono venuti anche da PopMatters e Rock Sound.

## Tracce
Edizione standard
1. Why Not Me – 0:34 (Sharon den Adel e Robert Westerholt)
2. Shot in the Dark – 5:02 (Sharon den Adel, Robert Westerholt e Daniel Gibson)
3. In the Middle of the Night – 5:11 (Sharon den Adel, Robert Westerholt e Daniel Gibson)
4. Faster – 4:23 (Sharon den Adel, Robert Westerholt e Daniel Gibson)
5. Fire and Ice – 3:57 (testo: Sharon den Adel e Robert Westerholt – musica: Sharon den Adel e Martijn Spierenburg)
6. Iron – 5:40 (testo: Sharon den Adel e Robert Westerholt – musica: Robert Westerholt e Daniel Gibson)
7. Where Is the Edge – 3:59 (Sharon den Adel, Robert Westerholt e Daniel Gibson)
8. Sinéad – 4:23 (Sharon den Adel, Robert Westerholt, Daniel Gibson e Martijn Spierenburg)
9. Lost – 5:14 (Sharon den Adel, Robert Westerholt e Daniel Gibson)
10. Murder – 4:16 (Sharon den Adel, Robert Westerholt e Daniel Gibson)
11. A Demon's Fate – 5:30 (testo: Sharon den Adel e Robert Westerholt – musica: Sharon den Adel e Daniel Gibson)
12. Stairway to the Skies – 5:32 (testo: Sharon den Adel e Robert Westerholt – musica: Sharon den Adel e Martijn Spierenburg)

Durata totale: 53:41
Tracce bonus - Edizione speciale iTunes Store
1. I Don't Wanna – 5:03 (testo: Sharon den Adel, Robert Westerholt e Daniel Gibson – musica: Robert Westerholt e Daniel Gibson)
2. The Last Dance – 4:26 (Sharon den Adel, Robert Westerholt e Martijn Spierenburg)
3. Empty Eyes – 3:42 (Robert Westerholt e Daniel Gibson)

Tracce bonus - Edizione giapponese
1. I Don't Wanna – 5:03 (testo: Sharon den Adel, Robert Westerholt e Daniel Gibson – musica: Robert Westerholt e Daniel Gibson)
2. The Last Dance – 4:26 (Sharon den Adel, Robert Westerholt e Martijn Spierenburg)

Traccia bonus - Edizione tedesca/Saturn
1. The Last Dance – 4:26 (Sharon den Adel, Robert Westerholt e Martijn Spierenburg)

Traccia bonus - Edizione polacca
1. Utopia (feat. Chris Jones) – 3:56 (Sharon den Adel e Daniel Gibson)

Edizione speciale DVD
1. Mother Maiden (cortometraggio) – 3:22
2. Faster (video musicale) – 4:23
3. Sinéad (cortometraggio) – 4:32
4. Sinéad (video musicale) – 4:24
5. Triplets (cortometraggio) – 5:19
6. Shot in the Dark (video musicale) – 5:05
7. The Making of "The Unforgiving" – 20:56
8. Where Is the Edge (video promozionale) – 4:56
9. Utopia (video musicale) – 3:50
10. The Unforgiving: The Prequel Comic – 1:25
11. Credits – 0:53
12. Facebook Names – 12:06

Durata totale: 71:11

## Formazione
- Sharon den Adel - voce
- Robert Westerholt - chitarre ritmiche
- Jeroen van Veen - basso
- Ruud Jolie - chitarre soliste
- Martijn Spierenburg - tastiere
- Stefan Helleblad - chitarre
- Nicka Hellenberg - batteria
- Dawn Mastin - voce narrante (brani 1 e 6)
- Franck van der Heijden - arrangiamenti di cori e orchestra

## Classifiche
| Classifica (2011)               | Posizione massima |
| ------------------------------- | ----------------- |
| Australia                       | 27                |
| Austria                         | 7                 |
| Belgio                          | 3                 |
| Canada                          | 40                |
| Repubblica Ceca                 | 4                 |
| Danimarca                       | 34                |
| Paesi Bassi                     | 2                 |
| Finlandia                       | 3                 |
| Francia                         | 19                |
| Germania                        | 7                 |
| Grecia                          | 12                |
| Ungheria                        | 39                |
| Irlanda                         | 87                |
| Italia                          | 57                |
| Giappone                        | 36                |
| Messico                         | 66                |
| Norvegia                        | 25                |
| Polonia                         | 6                 |
| Portogallo                      | 3                 |
| Spagna                          | 16                |
| Svezia                          | 7                 |
| Swiss Albums Chart              | 9                 |
| Official Albums Chart           | 23                |
| U.S. Billboard 200              | 50                |
| U.S. Billboard Rock Albums-     | 14                |
| U.S. Billboard Hard Rock Albums | 6                 |
| Classifica (2012)               | Posizione massima |
| Belgio                          | 110               |
| Paesi Bassi                     | 93                |
| Finlandia                       | 42                |